# Барабінка
Бара́бінка (рос. Барабинка) — присілок у складі Томського району Томської області, Росія. Входить до складу Зарічного сільського поселення.

## Населення
Населення — 622 особи (2010; 598 у 2002).
Національний склад (станом на 2002 рік):
- росіяни — 63 %
- татари — 31 %